# Georg Mojsisovics
Georg Mojsisovics, ab 1858 Mojsisovics Edler von Moisvár (auch Georg Mojsisovics von Mojsvár oder Georg von Mojsisovics, slowakisch: Juraj Mojžišovič, ungarisch: Mojsisovics György; * 20. April 1799 in Ivančiná; † 10. März 1861 in Wien), war ein österreichischer Chirurg.

## Leben
Mojsisovics war Sohn eines evangelischen Pfarrers. Er begann 1820 an der Universität Pest das Studium der Medizin, das er ab 1823 an der Universität Wien fortsetzte. Dort wurde er am 10. April 1826 mit der Dissertatio inauguralis medico-pharmacologica sistens actionem et usum therapeuticum balneorum simplicium tepidorum zum Doktor der Medizin und Chirurgie promoviert. Bei Joseph Wattmann von Maëlcamp-Beaulieu erhielt er eine Stelle als Assistent. 1828 bestand er an der Wiener Universität das Chirurgen- und Operateursdiplom.
Mojsisovics erhielt 1832 eine Stelle als Primarwundarzt respektive Oberarzt an der chirurgischen und ophthalmologischen Klinik am Wiener Allgemeinen Krankenhaus. Er hat als einer der ersten Ärzte Oberschenkelbrüche durch technische Behelfe ohne Verkürzung des Beins behandelt. Er war ein durch Vorträge aktives Mitglied der Gesellschaft der Ärzte in Wien, empfahl Molkekuren und trug durch Empfehlungen zum Aufschwung von Sliač und Pistyan als Kurorte bei.
Mojsisovics wurde durch Kaiser Franz Joseph I. mit Diplom vom 8. März 1858 für seine wissenschaftlichen Verdienste als Edler von Moisvár in den Adelsstand erhoben.
Der Paläontologe und Geologe Edmund Mojsisovics von Mojsvár war sein Sohn.

## Werke (Auswahl)
- Dissertatio inauguralis medico-pharmacologica sistens actionem et usum therapeuticum balneorum simplicium tepidorum, Wien 1826.
- Darstellung der Aequilibrial-Methode zur sicheren Heilung der Oberschenkelbrüche ohne Verkürzung, Braumüller und Seidel, Wien 1842.
- Darstellung einer sicheren und schnellen Heilmethode der Syphilis durch Jodpräparate, Braumüller & Seidel, Wien 1845.